# Главно квантово число
Главното квантово число, означавано с n, e едно от четирите квантови числа (другите са орбитално квантово число - l, магнитно квантово число - m и спиново – s).
Четирите квантови числа определят недвусмислено квантовото състояние на даден електрон в атома. Те се използват за намиране на вълновата функция (или орбиталата) на един електрон в даден атом. Според Принципа на Паули два електрона в един атом не могат да имат еднаква вълнова функция (еднаква по форма, енергия и пространствена насоченост орбитала). Това единствено се наблюдава при електрони, различаващи се по спин (спиново квантово число — s).
Главното квантово число теоретично може да приема стойности от 1 до ∞ (всички положителни целочислени стойности), но на практика то заема стойности от 1 до 7.
Главното число е свързано с енергията на електрона и с размерите на електронния облак. Определя и характеризира енергетичните нива, на които може да се намира електронът, n = 1 отговаря на най-ниска стойност на енергията, която електронът в един атом може да има. По-големите стойности на n отговарят на по-висока енергия на електрона. В същия ред нарастват и размерите на електронните облаци. Електрони, които имат еднакво главно квантово число, образуват електронен слой. Конкретната стойност на n определя вида на слоя — K, L, M... Броят на числените стойности на n е равен на броя на електронните слоеве (т.е. 7).
Главното квантово число се появява при квантуване на енергията на системата ядро-електрон, както е дадено във формулата:
{\displaystyle E_{n}={\frac {E_{1}}{n^{2}}}={\frac {-13.6eV}{n^{2}}},n=1,2,3...}
Също и в квантуването на момента на импулса на електрони по тяхната орбита, според модела на Бор:
{\displaystyle \mathbf {L} =n.\hbar }